# Diego Álvarez de los Corrales
Diego Álvarez de los Corrales (Sevilla, 1826-Sevilla, 1865) fue un jurista y profesor español.

## Biografía
Nació en Sevilla el año 1826. Descendía de una ilustre familia, aunque de modesta posición. Estudió Derecho, civil, Cánones y Administración en la Universidad Hispalense, obteniendo varios premios, y se le concedió uno extraordinario en certamen público al convertirse en doctor. Sus ideas democráticas le llevaron a colaborar en el periódico El Centinela de Andalucía, que se publicaba en Sevilla en 1848. También escribió en El Jurisconsulto y La Bética.
Después, ganó por oposición una cátedra en la Universidad de Sevilla. Su muerte ocurrió en su ciudad natal el 22 de octubre de 1865. Se hallaba de vacaciones en Constantina durante un episodio de cólera en Sevilla. Obligado por el Gobierno a presentarse en la universidad, a pesar de hallarse clausuradas las aulas, sucumbió ante la epidemia. Fue autor de un opúsculo titulado Teoría de la Moneda, y bases que debe tener presentes el Gobierno para su fabricación (Madrid, 1863), y de otro con el nombre de Breves consideraciones sobre las doctrinas de los escritores españoles de Derecho internacional del siglo XVI (Madrid, 1859). Ramos Calderón dedicó al recuerdo de Álvarez de los Corrales una extensa necrología publicada en el número de La Democracia del 24 de octubre de 1865.
Juan Francisco García Casanova le incluye en el grupo sevillano de hegelianistas.